# Botein
Botein (arabsky: بطن „malé břicho“) je hvězda označená jako δ (Delta) Arietis v souhvězdí Berana. Je oranžovým obrem náležícím ke spektrální třídě K2III a má zdánlivou velikost +4,35. Průměr hvězdy je přibližně 13krát větší než průměr Slunce, a její zářivý výkon dosahuje 69násobku výkonu Slunce. Botein je od Země vzdálen přibližně 170 světelných let.
Hvězda se nachází poblíž ekliptiky, díky čemuž může být zakryta Měsícem a vzácně také planetami.

## Charakteristiky
Botein je oranžový obr nacházející se ve stádiu horizontální větve, což znamená, že energii získává z jaderné fúze helia ve svém jádru. Hvězda patří k takzvaným hvězdám „červeného shluku“ (red clump) charakteristickým stabilním zářením.
„Červený shluk“ je označení pro skupinu hvězd, které se nacházejí ve stádiu horizontální větve na Hertzsprungově–Russellově diagramu. Tyto hvězdy mají stabilní zářivý výkon, protože v jejich jádru probíhá fúze helia za vzniku uhlíku a kyslíku. Okolní vrstvy hvězdy, složené převážně z vodíku, mohou pod vlivem zbytkového tepla produkovat další energii.
Hvězdy červeného shluku jsou obvykle dobře identifikovatelné díky své teplotě a jasnosti:
- Barva: Mají oranžovou až červenou barvu v důsledku relativně nižší povrchové teploty (obvykle kolem 3500–5000 K).
- Stabilita: Díky ustálenému stavu jaderné fúze helia jsou jejich fyzikální vlastnosti (např. jasnost a teplota) relativně konstantní.

Tyto hvězdy jsou cenným nástrojem pro studium hvězdného vývoje, protože poskytují informace o procesech v pokročilých stádiích života hvězd. Dále jsou díky své předvídatelné jasnosti využívány jako standardní svíčky v astrofyzikálních studiích k určování vzdáleností ve vesmíru.
Zářivý výkon Boteinu dosahuje 69násobku výkonu Slunce, což je typické pro hvězdy této skupiny.

## Fyzikální vlastnosti
- Spektrální třída: K2III
- Hmotnost: 2,7 M☉
- Průměr: 13krát větší než průměr Slunce
- Teplota povrchu: 3500 až 5000 K
- Zářivý výkon: 69krát větší než zářivý výkon Slunce
- Vzdálenost od Země: 170 světelných let (51 parseků)
- Paralaxa: 19,44 ± 1,23 mas

Hvězda je podezřívána z proměnnosti, přičemž její jasnost kolísá v rozmezí 4,33 až 4,37 magnitudy.

## Nomenklatura
Jméno „Botein“ pochází z arabského výrazu „بطن“ (Al Buṭayn), což znamená „malé břicho“. Toto jméno bylo historicky používáno pro skupinu hvězd v této oblasti souhvězdí Berana. V roce 2016 bylo jméno „Botein“ schváleno Mezinárodní astronomickou unií jako oficiální název hvězdy δ Arietis.
Podle čínské astronomie je součástí asterismu nazvaného „Nebeský stín“ (Tiān Yīn).